# Зузана Чапутова
Зузана Чапутова (на словашки: Zuzana Čaputová) е словашки политик, президент на Словакия през 2019 – 2024 година, юрист (адвокат) и природозащитник.
Застава начело на успешна обществена кампания за закриване на депо за токсични отпадъци, които замърсяват околната среда в град Пезинок. Инициативата предотвратява построяването на незаконно сметище. Върховният съд на Словакия и Съдът на Европейския съюз се произнасят в защита на вземането под внимание на общественото мнение при проблеми на околната среда в ЕС.
На 31 март 2019 г. печели изборите за президент на страната.

## Професионален път
Зузана Чапутова завършва Юридическия факултет на Университета „Коменски“ в Братислава през 1996 г. и получава магистърска степен. По време на следването си и след това работи в местното самоуправление в Пезинок първо като помощник в правния отдел, а по-късно като заместник-началник на градската администрация. От 1998 г. работи като ръководител на проект в гражданското сдружение EQ за развитие на местните общности. От 2001 г. е консултант към VIA IURIS, а след 2010 г. като адвокат. Като част от това сътрудничество тя разработва темата „Държавен контрол на държавните органи“, особено с оглед на ефикасното и прозрачно самоуправление, а по-нататък и по темата „Отговорност на държавните служители“. Тя участва във вземането на решения за големи инвестиционни проекти. Чапутова извършва аналитична работа, предоставя правна помощ на гражданите в тези области и участва в развитието и популяризирането на законодателни промени в управлението на имотите. От 1998 г. до 1999 г. тя завършва курсове за обучение по „Общо управление – управление на промяната“, а през 1999 г. – за обучение по посредничество, акредитирано от Министерството на образованието. Тя е член на глобалната мрежа от екологични прависти ELAW.

## Инициатива Пезинок
Пезинок, град в западна Словакия и лозарски регионален център, е известен с историческото си „царско вино“ и средновековен замък, с който е свързана и винарската промишленост.
През последните години крайградските зони се използват за изхвърляне на отпадъци от съседните страни от Западна Европа. Сметището в Пезинок е открито през шейсетте години. То е построено без разрешение само на 150 метра от жилищната зона, като изтичането на токсични химикали в почвата продължава невъзпрепятствано от години.
След достигането на прага на капацитета на сметището, предприемаческа компания планира да изгради второ сметище. Въпреки постановлението от 2002 г., което забранява строежа, проектът за новото депо е приет без мнението на местната общественост.
В околностите на депото се учестяват случаите на рак, респираторни заболявания и алергии. Конкретен вид левкемия се проявява до осем пъти по-често от средното за страната.
Местни фирми, производители на вино, студенти, религиозни лидери и други членове на общността скоро са привлечени в голяма гражданска кампания за закриването на депата за отпадъци. Зузана Чапутова си партнира с други активисти в организирането на мирни протести, концерти и фотоизложби. Събраните 8000 подписи са изпратени с петиция до Европейския парламент. Заедно с участието на гражданското общество Чапутова се противопоставя на изграждането на ново сметище и повдига въпроса в съдилища в Словакия и ЕС.
Кампанията завършва през 2013 г., когато Върховният съд на Словашката република постановява, че проектът за ново депо е незаконен. Съдът отменя разрешението за ново депо за отпадъци в експлоатация и нарежда сметището да бъде затворено и разрушено. Присъдата ефективно потвърдена от Съда на Европейския съюз, който гарантира правото на участие на обществеността при вземането на решения по въпроси, които засягат околната среда, не само в Пезинок, но и на територията на целия ЕС.
Зузана Чапутова заедно с колеги от VIA IURIS се бори срещу приемането на новия словашки закон за строителството, който улеснява узаконяването на незаконни сгради, построени с укрита от обществен достъп информация за околната среда, и възпрепятства обществеността от участие в процеса на вземане на решения. Чапутова осигурява правна помощ и на други словашки села в борбата с промишленото замърсяване.
Победата в Пезинок е най-голямата мобилизация на гражданите на Словакия от Нежната революция през 1989 г. и вдъхновява хората да се застъпят за правото си на чиста и безопасна среда.

## Награда „Голдман за екология“
През 2016 г. Зузана Чапутова е отличена с наградата „Голдман за екология“ в региона на Европа. В речта си Чапутова описва инициативата „Пезинок“ като победа над страха от рака.